# Гюлебірд
Гюлебірд (азерб. Güləbird) — село у Лачинському районі Азербайджану. Село розміщене на правому березі річки Акарі, за 26 км на південь від районного центру, міста Лачина, за 4 км на північний захід від села Мурадханли, за 8 км на південь від села Сафиян та за 10 км на південь від села Малхалаф.
З 1992 по 2020 рік було під Збройні сили Вірменії окупацією і називалось Цахкаберд (вірм. Ծաղկաբերդ), входячи в Кашатазький район невизнаний Нагірно-Карабаська Республіка. 1 грудня 2020 в ході Другої карабаської війни села було звільнено Збройні сили Азербайджану (вірмени трактують це як окупацію).